# Ruben II av Armenien
Ruben II av Armenien, död 1170, var regerande kung av Armenien mellan 1169 och 1170.